# Tieriechowicy (stacja kolejowa)
Tieriechowicy (ros. Тереховицы) – stacja kolejowa w miejscowości Tieriechowicy, w rejonie kamieszkowskim, w obwodzie włodzimierskim, w Rosji. Położona jest na nowym szlaku Kolei Transsyberyjskiej.

## Historia
Stacja powstała w czasach carskich na linii Moskwa – Niżny Nowogród, pomiędzy stacjami Wtorowo i Nowki. Początkowo nosiła nazwę Propasti.